# Arondismentul Bourg-en-Bresse
Arondismentul Bourg-en-Bresse (în franceză Arrondissement de Bourg-en-Bresse) este un arondisment din departamentul Ain, regiunea Rhône-Alpes, Franța.

## Subdiviziuni

### Cantoane
- Cantonul Bâgé-le-Châtel
- Cantonul Bourg-en-Bresse-Est
- Cantonul Ceyzériat
- Cantonul Chalamont
- Cantonul Châtillon-sur-Chalaronne
- Cantonul Coligny
- Cantonul Meximieux
- Cantonul Montluel
- Cantonul Montrevel-en-Bresse
- Cantonul Pont-d'Ain
- Cantonul Pont-de-Vaux
- Cantonul Pont-de-Veyle
- Cantonul Saint-Trivier-de-Courtes
- Cantonul Saint-Trivier-sur-Moignans
- Cantonul Thoissey
- Cantonul Treffort-Cuisiat
- Cantonul Trévoux
- Cantonul Villars-les-Dombes
- Cantonul Bourg-en-Bresse-Nord-Centre
- Cantonul Bourg-en-Bresse-Sud
- Cantonul Péronnas
- Cantonul Miribel
- Cantonul Reyrieux
- Cantonul Viriat

### Comune
| 1. L'Abergement-Clémenciat (01001)      | 2. Ambérieux-en-Dombes (01005)            | 3. Arbigny (01016)                       | 4. Ars-sur-Formans (01021)               |
| 5. Asnières-sur-Saône (01023)           | 6. Attignat (01024)                       | 7. Balan (01027)                         | 8. Baneins (01028)                       |
| 9. Beaupont (01029)                     | 10. Beauregard (01030)                    | 11. Bey (01042)                          | 12. Beynost (01043)                      |
| 13. Birieux (01045)                     | 14. Biziat (01046)                        | 15. Bohas-Meyriat-Rignat (01245)         | 16. La Boisse (01049)                    |
| 17. Boissey (01050)                     | 18. Bouligneux (01052)                    | 19. Bourg-Saint-Christophe (01054)       | 20. Bourg-en-Bresse (01053)              |
| 21. Boz (01057)                         | 22. Bressolles (01062)                    | 23. Buellas (01065)                      | 24. Bâgé-la-Ville (01025)                |
| 25. Bâgé-le-Châtel (01026)              | 26. Béligneux (01032)                     | 27. Bény (01038)                         | 28. Béréziat (01040)                     |
| 29. Certines (01069)                    | 30. Ceyzériat (01072)                     | 31. Chalamont (01074)                    | 32. Chaleins (01075)                     |
| 33. Chaneins (01083)                    | 34. Chanoz-Châtenay (01084)               | 35. La Chapelle-du-Châtelard (01085)     | 36. Charnoz-sur-Ain (01088)              |
| 37. Chavannes-sur-Reyssouze (01094)     | 38. Chavannes-sur-Suran (01095)           | 39. Chaveyriat (01096)                   | 40. Chevroux (01102)                     |
| 41. Châtenay (01090)                    | 42. Châtillon-la-Palud (01092)            | 43. Châtillon-sur-Chalaronne (01093)     | 44. Civrieux (01105)                     |
| 45. Cize (01106)                        | 46. Coligny (01108)                       | 47. Condeissiat (01113)                  | 48. Confrançon (01115)                   |
| 49. Cormoranche-sur-Saône (01123)       | 50. Cormoz (01124)                        | 51. Corveissiat (01125)                  | 52. Courmangoux (01127)                  |
| 53. Courtes (01128)                     | 54. Crans (01129)                         | 55. Cras-sur-Reyssouze (01130)           | 56. Crottet (01134)                      |
| 57. Cruzilles-lès-Mépillat (01136)      | 58. Curciat-Dongalon (01139)              | 59. Curtafond (01140)                    | 60. Dagneux (01142)                      |
| 61. Dommartin (01144)                   | 62. Dompierre-sur-Chalaronne (01146)      | 63. Dompierre-sur-Veyle (01145)          | 64. Domsure (01147)                      |
| 65. Drom (01150)                        | 66. Druillat (01151)                      | 67. Faramans (01156)                     | 68. Fareins (01157)                      |
| 69. Feillens (01159)                    | 70. Foissiat (01163)                      | 71. Francheleins (01165)                 | 72. Frans (01166)                        |
| 73. Garnerans (01167)                   | 74. Genouilleux (01169)                   | 75. Germagnat (01172)                    | 76. Gorrevod (01175)                     |
| 77. Grand-Corent (01177)                | 78. Grièges (01179)                       | 79. Guéreins (01183)                     | 80. Hautecourt-Romanèche (01184)         |
| 81. Illiat (01188)                      | 82. Jassans-Riottier (01194)              | 83. Jasseron (01195)                     | 84. Jayat (01196)                        |
| 85. Journans (01197)                    | 86. Joyeux (01198)                        | 87. Laiz (01203)                         | 88. Lapeyrouse (01207)                   |
| 89. Lent (01211)                        | 90. Lescheroux (01212)                    | 91. Lurcy (01225)                        | 92. Malafretaz (01229)                   |
| 93. Mantenay-Montlin (01230)            | 94. Manziat (01231)                       | 95. Marboz (01232)                       | 96. Marlieux (01235)                     |
| 97. Marsonnas (01236)                   | 98. Massieux (01238)                      | 99. Meillonnas (01241)                   | 100. Messimy-sur-Saône (01243)           |
| 101. Meximieux (01244)                  | 102. Mionnay (01248)                      | 103. Miribel (01249)                     | 104. Misérieux (01250)                   |
| 105. Mogneneins (01252)                 | 106. Montagnat (01254)                    | 107. Montceaux (01258)                   | 108. Montcet (01259)                     |
| 109. Le Montellier (01260)              | 110. Monthieux (01261)                    | 111. Montluel (01262)                    | 112. Montmerle-sur-Saône (01263)         |
| 113. Montracol (01264)                  | 114. Montrevel-en-Bresse (01266)          | 115. Mézériat (01246)                    | 116. Neuville-les-Dames (01272)          |
| 117. Neuville-sur-Ain (01273)           | 118. Neyron (01275)                       | 119. Niévroz (01276)                     | 120. Ozan (01284)                        |
| 121. Parcieux (01285)                   | 122. Perrex (01291)                       | 123. Peyzieux-sur-Saône (01295)          | 124. Pirajoux (01296)                    |
| 125. Pizay (01297)                      | 126. Le Plantay (01299)                   | 127. Polliat (01301)                     | 128. Pont-d'Ain (01304)                  |
| 129. Pont-de-Vaux (01305)               | 130. Pont-de-Veyle (01306)                | 131. Pouillat (01309)                    | 132. Pressiat (01312)                    |
| 133. Priay (01314)                      | 134. Péronnas (01289)                     | 135. Pérouges (01290)                    | 136. Ramasse (01317)                     |
| 137. Rancé (01318)                      | 138. Relevant (01319)                     | 139. Replonges (01320)                   | 140. Revonnas (01321)                    |
| 141. Reyrieux (01322)                   | 142. Reyssouze (01323)                    | 143. Rignieux-le-Franc (01325)           | 144. Romans (01328)                      |
| 145. Saint-André-d'Huiriat (01334)      | 146. Saint-André-de-Bâgé (01332)          | 147. Saint-André-de-Corcy (01333)        | 148. Saint-André-le-Bouchoux (01335)     |
| 149. Saint-André-sur-Vieux-Jonc (01336) | 150. Saint-Bernard (01339)                | 151. Saint-Bénigne (01337)               | 152. Saint-Cyr-sur-Menthon (01343)       |
| 153. Saint-Denis-lès-Bourg (01344)      | 154. Saint-Didier-d'Aussiat (01346)       | 155. Saint-Didier-de-Formans (01347)     | 156. Saint-Didier-sur-Chalaronne (01348) |
| 157. Saint-Genis-sur-Menthon (01355)    | 158. Saint-Georges-sur-Renon (01356)      | 159. Saint-Germain-sur-Renon (01359)     | 160. Saint-Jean-de-Niost (01361)         |
| 161. Saint-Jean-de-Thurigneux (01362)   | 162. Saint-Jean-sur-Reyssouze (01364)     | 163. Saint-Jean-sur-Veyle (01365)        | 164. Saint-Julien-sur-Reyssouze (01367)  |
| 165. Saint-Julien-sur-Veyle (01368)     | 166. Saint-Just (01369)                   | 167. Saint-Laurent-sur-Saône (01370)     | 168. Saint-Marcel (01371)                |
| 169. Saint-Martin-du-Mont (01374)       | 170. Saint-Martin-le-Châtel (01375)       | 171. Saint-Maurice-de-Beynost (01376)    | 172. Saint-Maurice-de-Gourdans (01378)   |
| 173. Saint-Nizier-le-Bouchoux (01380)   | 174. Saint-Nizier-le-Désert (01381)       | 175. Saint-Paul-de-Varax (01383)         | 176. Saint-Rémy (01385)                  |
| 177. Saint-Sulpice (01387)              | 178. Saint-Trivier-de-Courtes (01388)     | 179. Saint-Trivier-sur-Moignans (01389)  | 180. Saint-Éloi (01349)                  |
| 181. Saint-Étienne-du-Bois (01350)      | 182. Saint-Étienne-sur-Chalaronne (01351) | 183. Saint-Étienne-sur-Reyssouze (01352) | 184. Sainte-Croix (01342)                |
| 185. Sainte-Euphémie (01353)            | 186. Sainte-Olive (01382)                 | 187. Salavre (01391)                     | 188. Sandrans (01393)                    |
| 189. Savigneux (01398)                  | 190. Sermoyer (01402)                     | 191. Servas (01405)                      | 192. Servignat (01406)                   |
| 193. Simandre-sur-Suran (01408)         | 194. Sulignat (01412)                     | 195. Thil (01418)                        | 196. Thoissey (01420)                    |
| 197. Tossiat (01422)                    | 198. Toussieux (01423)                    | 199. Tramoyes (01424)                    | 200. La Tranclière (01425)               |
| 201. Treffort-Cuisiat (01426)           | 202. Trévoux (01427)                      | 203. Valeins (01428)                     | 204. Vandeins (01429)                    |
| 205. Varambon (01430)                   | 206. Verjon (01432)                       | 207. Vernoux (01433)                     | 208. Versailleux (01434)                 |
| 209. Vescours (01437)                   | 210. Villars-les-Dombes (01443)           | 211. Villemotier (01445)                 | 212. Villeneuve (01446)                  |
| 213. Villereversure (01447)             | 214. Villette-sur-Ain (01449)             | 215. Villieu-Loyes-Mollon (01450)        | 216. Viriat (01451)                      |
| 217. Vonnas (01457)                     | 218. Vésines (01439)                      | 219. Étrez (01154)                       |                                          |